# 任忠植
任 忠植（イム・チュンシク、임충식、1922年 - 1974年1月29日または12月9日）は大韓民国の軍人、政治家。朝鮮戦争開戦時の第18連隊長。本貫は長興任氏。創氏改名による日本名は石川貞吉。

## 人物
1922年4月、全羅南道海南郡に生まれる。1936年、延吉中学校卒業。1941年、間島特設隊に入隊（特設隊3期生）。歩兵第2連第1排中士班長。
1946年2月、第4連隊に入隊し、6月に警備士官学校第1期卒業、任少尉（軍番121番）、第3連隊の創設に参加。
1948年6月、第6連隊大隊長。1949年3月、第12連隊長。1949年9月、太白山地区戦闘司令部参謀長。1949年11月に第18連隊長。1950年4月、歩兵学校に入校。
朝鮮戦争が勃発すると連隊長に復帰。第18連隊は議政府方面に投入され辛酸を嘗める。その後、平沢-鎮川-清州-報恩-義城道沿いに遅滞行動を展開した。1950年8月、大佐に昇進。杞渓・安康の戦いで勇戦。
1951年2月、第18連隊の配属が首都師団から第3師団に変更。同年4月、第7師団副師団長。同年6月、第2師団副師団長。
1952年9月、第7師団長。准将に昇進。
1953年8月、憲兵司令官。同年12月、陸軍本部人事局長。
1955年、第1師団長。
1956年11月、第2師団長。
1957年5月、第6軍団長。
1958年、国防大学院卒業。
1959年6月、陸軍本部軍需参謀次長。同年10月1日、任少将。
1960年1月、陸軍本部人事参謀副長。
1961年、第2軍参謀長、第2訓練所長。
1962年2月、任中将。同年3月、第5軍団長。
1963年12月、国防部人材次官補。
1965年4月、陸軍参謀次長。
1967年4月、合同参謀議長、任大将。
1968年8月、予備役編入。同年9月、国防部長官。
1971年、第8代国会議員（海南区、民主共和党）。
1973年、第9代国会議員（海南・珍島区、民主共和党）。
1974年、死去。
2008年4月28日に民族問題研究所と親日人名辞典編纂委員会が発表した親日人名辞典収録対象者軍部門に記載。

## 勲章
- シルバースター - 1950年[8]
- 太極武功勲章 - 1953年5月20日
- レジオン・オブ・メリット - 1953年9月23日[9]

## 参考
- 佐々木春隆『朝鮮戦争/韓国篇 上巻 建軍と戦争の勃発前まで』原書房、1976年。
- “任忠植”.   大韓民国憲政会. 2014年3月4日閲覧。
- 김주용 (2008). “만주지역 간도특설대의 설립과 활동”. 한일관계사연구 (한일관계사학회) 31:  169-199.

| 公職        | 公職                                                 | 公職        |
| ----------- | ---------------------------------------------------- | ----------- |
| 先代 崔栄喜 | 大韓民国国防部長官 第17代：1968 - 1970               | 次代 丁來赫 |
| 軍職        |                                                      |             |
| 先代 石主岩 | 大韓民国陸軍憲兵司令官 第11代：1953.8.18 - 1953.12.7 | 次代 宋孝淳 |
| 先代 張昌国 | 大韓民国軍合同参謀本部議長 第10代：1967 - 1968       | 次代 文亨泰 |